# Amaia Salamanca
Amaia Salamanca (Madrid, 28 maart 1986) is een Spaans actrice

## Biografie
Salamanca begon haar carrière bij de tv-serie SMS, waar ze aan de zijde speelde met onder andere Llorenç González. Beiden kregen in 2011 de hoofdrol in de serie Gran Hotel, die ook bij ons op Netflix te zien is en per DVD uitgebracht werd. Ze speelde ook in enkele tv-films mee. Van 2014 tot 2016 speelde ze ook de rol van Bárbara Senillosa in de serie Velvet. 